# 国際鉄道模型コンベンション
国際鉄道模型コンベンション (こくさいてつどうもけいコンベンション) は、鉄道模型愛好者の相互交流、鉄道模型文化の普及、認知度向上を目的とした鉄道模型のイベントである。日本鉄道模型の会 (Japan Association of Model Railroaders) が運営していたことからJAM CONVENTION（ジャムコンベンション）とも呼ばれる。

## 概要
2000年（平成12年）より毎年8月に3日間開催される鉄道模型のイベントである。鉄道模型関係の企業、鉄道模型愛好家の個人・団体が出展している。
屋内展示場では、鉄道模型や模型関連商品、鉄道関連商品の展示や販売、工作の実演、体験や講演などが行われる。かつては、屋外展示場でライブスチームを扱う団体が実演していたが、会場変更にともない屋外展示場が使用できなくなり、現在は行われていない。しかし、屋内会場の大型模型では来場者が実際に乗車できるものもある。また、鉄道模型関連の企業ブースもあり、各種商品やイベント限定品の販売が行われている。更に、開催団体自身が記念グッズとして、車両の限定販売を行っている。
かつては個人出展で販売するブースが設けられていたこともあったが現在は個人・団体出展は展示または実演のみであり、販売は行われていない。
個人・団体のなかには外国型車両や外国風のレイアウト・ジオラマを扱っているものもあるが、「国際」と銘打っている割には出展内容の多くが日本国内の鉄道に特化しており、他の鉄道模型イベントとの差別化が必ずしも図られているとはいえないのが現状である。

## 入場券・入場料
入場券は一度購入すると開催期間中（3日間）自由に入退場できる形となっている。第12回（2011年）は一般1,500円（当日券）であったが、第13回（2012年）は一般2,000円（同）に値上げされ、無料だった中学生も有料となった。その代わりに中高生・70歳以上・女性(要証明書)に割引料金を設定するなどの変更が行われた。
障害者については介助者のみ無料となっていたが、第13回（2012年）開催直前になって障害者本人の入場料も無料に変更となった（前売り券を購入した障害者については払い戻しがなされた）。
第14回(2013年)からは、主催者の意向により、障害者については介助者のみ無料に戻された。
第24回は小児の親子ペアは無料になる。

## 歴史・沿革
2000年（平成12年）、日本鉄道模型の会によって、第1回を東京の新宿NSビルにて開催。2001年より2005年の第2回 - 6回は東京の東京ビッグサイトで開催。2006年の第7回は大阪のインテックス大阪で開催。2007年の第8回以降は再び東京ビッグサイトで開催されている。
2009年からは「全国高等学校鉄道模型コンテスト」を会場内で行っていたが、2012年よりJAMコンベンションから独立し、同じビッグサイト内で別途開催されている。
2014年の第15回開催後、運営権を日本鉄道模型の会から井門コーポレーションに無償譲渡し、日本鉄道模型の会は後援という形で開催を継続することとなった。
2018年（平成30年）からは、日本モデル・オブ・ザ・イヤーを開始した。
2020年（令和2年）・2021年（令和3年）は、東京オリンピック・パラリンピックの関係で東京ビッグサイトが使用できず、代替会場の選定も困難であったことから開催中止となり、「鉄道模型コンテスト」についてはオンラインで開催された。
東京オリンピックの開催が終了した2022年（令和4年）から開催を再開した。

## ゲスト・著名人の展示
作品展示・トークショー・ステージなど
- 六角精児
- 岡安章介
- 村井美樹
- カコ鉄
- 伊藤桃
- 真貝康一
- 鳥塚亮
- 塩塚博
- 広田尚敬
- 石破茂
- 屋鋪要
- 石井竜也
- 前原誠司
- 久野知美など